# Глушко Олександр Васильович
Олекса́ндр Васи́льович Глушко́ (нар. 31 травня 1994, Іванів, Вінницька область, Україна — пом. 3 вересня 2022, Миколаївська область, Україна) — підполковник Збройних сил України (посмертно) , командир стрілецького батальйону 24-ої окремої механізованої бригади, учасник російсько-української війни. Лицар ордена Богдана Хмельницького III ступеня.

## Життєпис
Народився 31 травня 1994 року в селі Іванів Вінницької області. Після закінчення місцевої школи пішов навчатися до Чернігівського ліцею з посиленою військово-фізичною підготовкою, який закінчив у 2011 році. Того ж року вступив до Національної академії сухопутних військ імені гетьмана Петра Сагайдачного. Достроково закінчив академію у 2015 році та в званні лейтенанта одразу відправився на фронт.

### Російсько-українська війна
Першою «бойовою точкою» для Олександра стало село Кримське Луганської області. Після цього брав участь в боях за 29-й блокпост (Слов'яносербський район), місто Попасна та Торецьк. Також виконував бойові завдання на Донецькому напрямку. Попри стан здоров'я, Глушко залишався у війську. Андрій Заник, бойовий побратим Олександра Глушка, так описував бойовий шлях свого товариша по службі:
24-та окрема механізована бригада імені короля Данила на війні з Росією з 2014 року. Олександр Глушко воював із 2015 року. Гірське, Золоте, Попасна, Сєвєродонецьк, Лисичанськ, Соледар, Бахмут, звільнення Херсону. Ви можете уявити, який бойовий шлях пройшов цей офіцер.
3 вересня 2022 року під час оборони Миколаївської області отримав смертельні поранення в результаті артилерійського обстрілу. Похований 6 вересня на кладовищі в рідному селі. В Олександра залишились батьки, рідна сестра та 6-тирічна дочка Юлія. 

## Нагороди та вшанування
- Орден Богдана Хмельницького III ступеня — за особисту мужність і самовідданість, виявлені у захисті державного суверенітету та територіальної цілісності України, вірність військовій присязі[6].
- Нагрудний знак «За військову доблесть».
- Відзнака МО України «Знак пошани».
- Відзнака Президента України «За участь в антитерористичній операції».
- Нагрудний знак «Учасник АТО».
- 29 серпня 2023 року в навчальному закладі села Іванів було відкрито меморіальні дошки загиблим воїнам — штаб-сержанту Олександру Сої та майору Олександру Глушко[5].